# 대한민국 상법 제679조
대한민국 상법 제679조는 보험목적의 양도에 대한 상법총칙의 조문이다.

## 조문
제679조 (보험목적의 양도) (1) 피보험자가 보험의 목적을 양도한 때에는 양수인은 보험계약상의 권리와 의무를 승계한 것으로 추정한다. 

(2) 제1항의 경우에 보험의 목적의 양도인 또는 양수인은 보험자에 대하여 지체없이 그 사실을 통지하여야 한다.

## 해설

### 승계추정의 요건
1. 보험목적의 양도 당시에 양도인과 보험자간에는 유효한 보험계약관계가 존재할 것
2. 보험의 물건이 특정되고 개별화된 물건일 것
3. 보험의 목적이 물권적 양도방법에 의하여 양도되었을 것

## 같이 보기
- 보험법